# عدنان هاسکوویچ
عدنان هاسکوویچ (انگلیسی: Adnan Hasković؛ زادهٔ ۲۳ دسامبر ۱۹۸۴) یک هنرپیشه اهل بوسنی و هرزگوین است. from 2003.
از فیلم‌ها یا برنامه‌های تلویزیونی که وی در آن نقش داشته است می‌توان به افسانه‌ها و برف‌شکن و دوبار متولد شد اشاره کرد.